# Aurelio Saco Vértiz
Aurelio Saco Vértiz Figari (Miami, 30 maggio 1989) è un ex calciatore peruviano, di ruolo difensore.

## Carriera

### Club
Ha giocato nella massima serie peruviana.

### Nazionale
Ha giocato nella nazionale peruviana Under-20.